# Свячення
Свячення — релігійна процедура сакралізації матеріальних предметів; церковний обряд, що символізує очищення чого-небудь від гріховності, надання чомусь святості.
Приклади:
- висвячування кого-небудь у духовний сан, хіротонія;
- освячення храму;
- освячення ікон;
- освячення води;
- освячення їжі.

## У слов'янській традиції
У народному християнстві освячення, поряд з хресним знаменням — універсальний спосіб сакралізації об'єктів і простору, наділення їх очисними, охоронними, лікувальними властивостями. Освячення широко застосовується в народній культурі, яка пристосувала ритуал церковного освячення до своїх господарських і побутових потреб. На відміну від церковного освячення в народній практиці освячення могло здійснюватися не тільки священиком, але і знахарем, господарем будинку, пастухом і іншими особами. Освячення здійснюється способом окроплення святою водою (особливо хрещенською або Стрітенською у східних слов'ян).